# No armário
"No armário" é uma expressão que geralmente refere-se a comportamento sexual, orientação sexual ou identidade de gênero reservados. O mais comum é dizer respeito a pessoas lésbicas, gays, bissexuais e transgêneros (LGBT), bem como pessoas que praticam comportamentos sexuais diferentes, tais como BDSM ou fetiches. Alguém que sai do armário é considerada "out" ou "aberta". Por exemplo, alguém que é "abertamente gay" evita parecer que é heterossexual.